# Misanteca salicifolia
Misanteca salicifolia là loài thực vật có hoa trong họ Nguyệt quế. Loài này được (Sw.) Lundell miêu tả khoa học đầu tiên năm 1969.